# Rafael de la Barra Tagle
Rafael de la Barra Tagle (ur. 29 października 1930 w Santiago) – chilijski duchowny rzymskokatolicki, w latach 1989-2010 biskup prałat Illapel.

## Życiorys
Święcenia kapłańskie przyjął 12 czerwca 1954. 17 czerwca 1989 został prekonizowany prałatem terytorialnym Illapel. Sakrę biskupią otrzymał 9 września 1989. 20 lutego 2010 przeszedł na emeryturę.